# بانفيلو دي نارفاييث
بانفيلو دي نارفاييث (بالإسبانية: Pánfilo de Narváez، ولد في 1470، إسبانيا - توفي في 1528، فلوريدا، الولايات المتحدة) كونكيستدور إسباني وكان نبيلاً من قشتالة، كان أحد تابعي دييغو فيلاثكيث دي كويار في حملة على كوبا وتولى مناصب عديدة في حكومة فيلاثكيث وتم تعيينه على رأس حملة إلى المكسيك لكي يجبر هرنان كورتيس على الاستقالة، لكن تمت مفاجأته وهزيمته من قبل مواطنه الأنشط والأكثر كفاءة وفقد عينه وسجن وكان هذا عام 1520 م.
بعد عودته إلى إسبانيا منحه شارل الخامس أرض فلوريدا حتى نهر بالمز فأبحر عام 1527 م مع خمسة سفن وقوة من 600 رجل ونزلوا قرب بينساكولا في أبريل 1528 م وتوغل في الداخل مع 310 من الرجال حتى وصل إلى جبال الأبلاش في 25 يونيو، وكانوا يأملون بالعثور على ثروة عظيمة ما ساعدهم على احتمال الظروف الصعبة والخطيرة، وعادوا إلى باهيا دي لوس كابايوس أو قرب سانت مارك ووصلوا في خلال شهر. ثم بنوا قوارب بدائية وأبحرت المجموعة إلى المكسيك في 22 سبتمبر لكن عاصفة جاءت وأغرقت نارفاييث.
الملازم الذي خدم تحت إمرة نارفاييث وهو ألفار نونييث كابيثا دي فاكا ووصل لليابسة مع ثلاثة آخرين ورحلوا عبر تكساس إلى خليج كاليفورنيا.